# Europäisches Olympisches Winter-Jugendfestival 2015/Skilanglauf
Beim Europäischen Olympischen Winter-Jugendfestival 2015 wurden sieben Wettbewerbe im Skilanglauf in Steg. ausgetragen.

## Resultate
| Medaillen       | Medaillen                | Medaillen                                                               | Medaillen                                                                                | Medaillen                                                                |
| --------------- | ------------------------ | ----------------------------------------------------------------------- | ---------------------------------------------------------------------------------------- | ------------------------------------------------------------------------ |
| Datum           | Disziplin                | Erster Platz                                                            | Zweiter Platz                                                                            | Dritter Platz                                                            |
| 26. Januar 2015 | Jungen 10 km klassisch   | Petter Stakson                                                          | Herman Martens Meyer                                                                     | Janosch Brugger                                                          |
| 26. Januar 2015 | Mädchen 7,5 km klassisch | Marte Mæhlum Johansen                                                   | Lidija Durkina                                                                           | Katherine Sauerbrey                                                      |
| 28. Januar 2015 | Jungen 7,5 km Freistil   | Janosch Brugger                                                         | Jegor Kasarinow                                                                          | Petter Stakson                                                           |
| 28. Januar 2015 | Mädchen 5 km Freistil    | Antonia Fräbel                                                          | Olga Kutscheruk                                                                          | Polina Nekrassowa                                                        |
| 29. Januar 2015 | Jungen Sprint klassisch  | Petter Stakson                                                          | Martin Collet                                                                            | Matis Bouscarra Gaubert                                                  |
| 29. Januar 2015 | Mädchen Sprint klassisch | Olga Kutscheruk                                                         | Antonia Fräbel                                                                           | Martine Lorgen Øvrebust                                                  |
| 30. Januar 2015 | Mixed-Staffel            | RusslandAlexander Klugen Lidija Durkina Jegor Kasarinow Olga Kutscheruk | NorwegenPetter Stakson Marte Mæhlum Johansen Simen Thune Rolfsen Martine Lorgen Øvrebust | DeutschlandJacob Vogt Katherine Sauerbrey Janosch Brugger Antonia Fräbel |

## Medaillenspiegel
| Platz | Land        | Gold | Silber | Bronze | Gesamt |
| ----- | ----------- | ---- | ------ | ------ | ------ |
| 1.    | Norwegen    | 3    | 2      | 2      | 7      |
| 2.    | Russland    | 2    | 3      | 1      | 6      |
| 3.    | Deutschland | 2    | 1      | 3      | 6      |
| 4.    | Frankreich  | 0    | 1      | 1      | 2      |
|       | Gesamt      | 7    | 7      | 7      | 21     |

## Wettbewerbe

### Jungen

#### 10 km klassisch
| Platz | Land        | Athlet               | Zeit         |
| ----- | ----------- | -------------------- | ------------ |
| 1     | Norwegen    | Petter Stakson       | 27:08,9 min  |
| 2     | Norwegen    | Herman Martens Meyer | 27:18,0 min  |
| 3     | Deutschland | Janosch Brugger      | 27:25,9 min  |
| 4     | Ukraine     | Andrij Orlyk         | 27:34,0 min  |
| 5     | Finnland    | Aleksi Parttimaa     | 27:42,7 min  |
| 6     | Norwegen    | Sivert Wiig          | 27:47,8 min  |
| 7     | Russland    | Alexander Klugen     | 27:54,1 min  |
| 8     | Russland    | Daniil Pryanichnikov | 28:03,9 min  |
| 9     | Deutschland | Richard Leupold      | 28:07,0 min  |
| 10    | Frankreich  | Martin Collet        | "28:07,2 min |
| ...   | ...         | 0 ...                | ... 0        |
| 18    | Österreich  | Benjamin Moser       | 28:37,1 min  |
| 23    | Schweiz     | Maurus Lozza         | 28:55,2 min  |
| 26    | Schweiz     | Dario Imwinkelried   | 29:04,3 min  |
| 29    | Schweiz     | Janik Riebli         | 29:16,9 min  |
| 30    | Österreich  | Felix Deiser         | 29:17,7 min  |
| 33    | Österreich  | Michael Föttinger    | 29:27,0 min  |
| 35    | Deutschland | Felix Daudert        | 29:35,7 min  |
| 38    | Deutschland | Jacob Vogt           | 29:37,8 min  |
| 38    | Schweiz     | Maurus Grond         | 29:44,7 min  |
| 38    | Österreich  | Philipp Leodolter    | 30:09,6 min  |

Datum: 26. Januar 2015

#### 7,5 km Freistil
| Platz | Land        | Athlet                | Zeit         |
| ----- | ----------- | --------------------- | ------------ |
| 1     | Deutschland | Janosch Brugger       | 19:06,0 min  |
| 2     | Russland    | Egor Kararinov        | 19:18,9 min  |
| 3     | Norwegen    | Petter Stakson        | 19:29,9 min  |
| 4     | Russland    | Wladislaw Wetschkanow | 19:35,2 min  |
| 5     | Finnland    | Aleksi Parttimaa      | 19:41,2 min  |
| 6     | Ukraine     | Andrij Orlyk          | 19:42,1 min  |
| 7     | Frankreich  | Martin Collet         | 19:47,4 min  |
| 8     | Norwegen    | Simen Thune Rolfsen   | 19:49,3 min  |
| 9     | Russland    | Daniil Pryanichnikov  | 19:57,3 min  |
| 10    | Schweden    | Jonas Eriksson        | "20:05,2 min |
| ...   | ...         | 0 ...                 | ... 0        |
| 12    | Deutschland | Jacob Vogt            | 20:10,0 min  |
| 13    | Österreich  | Benjamin Moser        | 20:13,8 min  |
| 17    | Schweiz     | Maurus Lozza          | 20:21,6 min  |
| 18    | Deutschland | Felix Daudert         | 20:27,7 min  |
| 28    | Österreich  | Felix Deiser          | 20:46,0 min  |
| 29    | Deutschland | Richard Leupold       | 20:47,1 min  |
| 32    | Schweiz     | Janik Riebli          | 20:50,0 min  |
| 36    | Schweiz     | Maurus Grond          | 20:54,1 min  |
| 38    | Schweiz     | Dario Imwinkelried    | 20:59,7 min  |
| 42    | Österreich  | Philipp Leodolter     | 21:06,1 min  |
| 44    | Österreich  | Michael Föttinger     | 21:10,5 min  |

Datum: 28. Januar 2015

#### Sprint klassisch
| Platz | Land        | Athlet                  |
| ----- | ----------- | ----------------------- |
| 1     | Norwegen    | Petter Stakson          |
| 2     | Frankreich  | Martin Collet           |
| 3     | Frankreich  | Matis Bouscarra Gaubert |
| 4     | Russland    | Alexander Klugen        |
| 5     | Russland    | Wladislaw Wetschkanow   |
| 6     | Deutschland | Jacob Vogt              |

Datum: 29. Januar 2015

### Mädchen

#### 7,5 km klassisch
| Platz | Land          | Athlet                  | Zeit        |
| ----- | ------------- | ----------------------- | ----------- |
| 1     | Norwegen      | Marte Mæhlum Johansen   | 23:04,3 min |
| 2     | Russland      | Lidija Durkina          | 23:08,8 min |
| 3     | Deutschland   | Katherine Sauerbrey     | 23:17,6 min |
| 4     | Norwegen      | Martine Lorgen Øvrebust | 23:29,5 min |
| 5     | Russland      | Polina Nekrassowa       | 23:33,5 min |
| 6     | Finnland      | Eveliina Piippo         | 23:53,2 min |
| 7     | Italien       | Anna Comarella          | 23:53,8 min |
| 8     | Russland      | Olga Kutscheruk         | 24:08,0 min |
| 9     | Deutschland   | Antonia Fräbel          | 24:14,5 min |
| 10    | Italien       | Cristina Pittin         | 24:18,9 min |
| ...   | ...           | 0 ...                   | ... 0       |
| 14    | Deutschland   | Melanie Schäfer         | 24:45,4 min |
| 17    | Deutschland   | Julia Richter           | 24:59,8 min |
| 19    | Schweiz       | Selina Schnider         | 25:16,6 min |
| 24    | Österreich    | Barbara Walchhofer      | 25:37,5 min |
| 27    | Österreich    | Lisa Achleitner         | 25:46,0 min |
| 30    | Schweiz       | Désirée Steiner         | 25:50,6 min |
| 33    | Schweiz       | Aita Kaufmann           | 25:56,5 min |
| 61    | Liechtenstein | Anna Frommelt           | 28:49,5 min |
| 65    | Liechtenstein | Larissa Sele            | 31:13,2 min |

Datum: 26. Januar 2015

#### 5 km Freistil
| Platz | Land          | Athlet                  | Zeit        |
| ----- | ------------- | ----------------------- | ----------- |
| 1     | Deutschland   | Antonia Fräbel          | 13:46,1 min |
| 2     | Russland      | Olga Kutscheruk         | 14:01,1 min |
| 3     | Russland      | Polina Nekrassowa       | 14:03,6 min |
| 4     | Deutschland   | Katherine Sauerbrey     | 14:05,4 min |
| 5     | Finnland      | Eveliina Piippo         | 14:06,1 min |
| 6     | Russland      | Lidija Durkina          | 14:06,8 min |
| 7     | Norwegen      | Marte Mæhlum Johansen   | 14:09,0 min |
| 8     | Norwegen      | Martine Lorgen Øvrebust | 14:09,5 min |
| 9     | Russland      | Maija Jakunina          | 14:15,5 min |
| 10    | Italien       | Anna Comarella          | 14:21,7 min |
| 11    | Deutschland   | Melanie Schäfer         | 14:27,4 min |
| ...   | ...           | 0 ...                   | ... 0       |
| 16    | Österreich    | Barbara Walchhofer      | 14:43,5 min |
| 19    | Deutschland   | Julia Richter           | 14:47,4 min |
| 24    | Schweiz       | Selina Schnider         | 15:12,2 min |
| 25    | Österreich    | Lisa Achleitner         | 15:13,9 min |
| 28    | Österreich    | Kristina Oberthaler     | 15:20,5 min |
| 35    | Schweiz       | Désirée Steiner         | 15:40,1 min |
| 39    | Schweiz       | Aita Kaufmann           | 15:52,6 min |
| 46    | Österreich    | Julia Pfennich          | 16:11,9 min |
| 62    | Liechtenstein | Anna Frommelt           | 17:31,2 min |

Datum: 28. Januar 2015

#### Sprint klassisch
| Platz | Land        | Athlet                  |
| ----- | ----------- | ----------------------- |
| 1     | Russland    | Olga Kutscheruk         |
| 2     | Deutschland | Antonia Fräbel          |
| 3     | Norwegen    | Martine Lorgen Øvrebust |
| 4     | Russland    | Polina Nekrassowa       |
| 5     | Norwegen    | Marte Mæhlum Johansen   |
| 6     | Deutschland | Julia Richter           |

Datum: 29. Januar 2015

### 4 × 5 km Mixed-Staffel
| Platz | Land                                                                                      | Zeit        |
| ----- | ----------------------------------------------------------------------------------------- | ----------- |
| 1     | Russland Alexander Klugen Lidija Durkina Jegor Kasarinow Olga Kutscheruk                  | 55:19,7 min |
| 2     | Norwegen Petter Stakson Marte Mæhlum Johansen Simen Thune Rolfsen Martine Lorgen Øvrebust | 55:30,3 min |
| 3     | Deutschland Jacob Vogt Katherine Sauerbrey Janosch Brugger Antonia Fräbel                 | 56:39,0 min |
| 4     | Finnland Turo Sipilä Rebecca Immonen Aleksi Parttimaa Eveliina Piippo                     | 56:57,6 min |
| 5     | Schweden Jonas Eriksson Johanna Hagström Hugo Jacobsson Moa Lundgren                      | 58:12,6 min |
| 6     | Italien Marcello de Martin Bianco Martina Bellini Nicola Castelli Cristina Pittin         | 58:37,7 min |

Datum: 30. Januar 2015